# Исторический архив
Исторический Архив (англ. Historical Archive) — российский историко-публикаторский журнал. Издается с марта 1992 года. В журнале публикуются впервые вводимые в научный оборот архивные документы и материалы по отечественной и всеобщей истории, историографии, источниковедению, документалистике, зарубежной архивной россике. Распространяется по подписке. Группы научных специальностей: 07.00.00 — исторические науки и археология; 05.25.00 — документальная информация.
Журнал представлен в ведущих библиотеках Российской Федерации и зарубежных стран, включён в систему Российского индекса научного цитирования (РИНЦ), в «Перечне ведущих рецензируемых научных журналов и изданий, в которых должны быть опубликованы основные научные результаты диссертаций на соискание учёных степеней доктора и кандидата наук» (№ 1069).
Импакт-фактор РИНЦ 2016 равен 0,062.

## История
«Исторический архив» начал издаваться с 1919 года. Вышел лишь один номер. В 1930-е — начале 1950-х годов Институт истории АН СССР издавал непериодические сборники под тем же названием. С 1955 года выходил журнал «Исторический архив».
Журнал издавался при участии Института марксизма-ленинизма при ЦК КПСС и Главного архивного управления Министерства внутренних дел и был органом Института истории Академии наук СССР. Также журнал тесно взаимодействовал с Историко-дипломатическим управлением Министерства иностранных дел. В редакционную коллегию «Исторического архива» входили известные историки и архивисты: В. И. Шунков (главный редактор), В. В. Максаков, А. А. Новосельский, А. Л. Сидоров, Н. А. Ивницкий, Б. Г. Литвак и др. В 1960 году главным редактором стал Д. А. Чугаев, Б. Г. Литвак стал его заместителем, на должность ответственного секретаря был назначен Ю. У. Томашевич. Большую роль в деятельности журнала играли также В. Ф. Кутьев и А. М. Володарская.
В 1961 году Отдел пропаганды и агитации ЦК проводил контроль рентабельности периодических изданий и принял решение закрыть журнал по причине малых тиражей. Это было связано с тем, что к «Историческому архиву» неприязненно относился влиятельный заместитель заведующего отдела В. И. Снастин, так как документальные публикации могли содержать определённый «неконтролируемый подтекст».
4 января 1962 года вышло решение Секретариата ЦК о продолжении издания «Исторического архива». В результате журнал оказался без подписки, вне плановых издательских площадей, лимитов бумаги и других ресурсов, необходимых в условиях плановой экономики. Коллектив журнала активно боролся за выживание, выискивая возможности для продолжения существования издания. В том числе за спасение журнала боролись такие историки, как Ю. Н. Амиантов, В. Т. Логинов, А. С. Покровский. В результате этой борьбы Ю. У. Томашевич ушёл из редакции, ответственным секретарём журнала стал В. Д. Есаков. В 1962 году решением ЦК КПСС журнал был закрыт.
В 1992 году, после 30-летнего перерыва, было возобновлено издание журнала «Исторический архив». Он был учреждён Комитетом по делам архивов при Правительстве Российской Федерации.

## Редакция
Главный редактор — д.и.н. А. А. Чернобаев.
В состав редколлегии входят: д.и.н. И. А. Анфертьев, к.и.н. В. Ю. Афиани (зам. главного редактора), д.и.н. А. Ф. Бондаренко (зам. главного редактора), к.и.н. О. И. Горелов, член-корр. РАН С. М. Каштанов, к.и.н. Е. Р. Курапова, акад. В. С. Мясников, Г. И. Науменко (отв. секретарь), д.и.н. М. И. Одинцов, д.и.н. Д. Б. Павлов.
Редакционный совет журнала: А. Н. Артизов (председатель), О. В. Волобуев, В. В. Журавлёв, В. П. Козлов, С. В. Мироненко, В. С. Мясников, Ю. А. Петров, Р. Г. Пихоя, А. К. Сорокин, А. О. Чубарьян, В. В. Шелохаев.